# Scherz, List und Rache
Scherz, List und Rache op. 1 ist eine komische Oper in einem Akt von Max Bruch. Sie wurde am 14. Januar 1858 in Köln uraufgeführt. Die Ouvertüre ist für vierhändiges Klavier komponiert. Die restliche Oper wird von einem zweihändigen Klaviersatz untermalt. Für eine gleichnamige Oper von Philipp Christoph Kayser hat Johann Wolfgang von Goethe das Libretto verfasst und damit Anstoß zu vielen weiteren Bearbeitungen desselben Stoffes gegeben.

## Handlung
Scapin und Scapine, die von einem trickreichen, geldgierigen Doktor um eine Erbschaft gebracht wurden, schmieden einen Plan, um das Geld zurückzubekommen. Scapine täuscht vor, an Melancholie und Wahnsinn zu leiden, und bittet den Doktor um Hilfe, der sich sodann daran macht, ein heilendes Elixier zu brauen. Während der alte Quacksalber seine Medizin herstellt, schlägt sein Bediensteter – niemand anderes als der als Krüppel verkleidete Scapin – Feueralarm. Schnell tauscht Scapine die Mixtur gegen Arsen aus und gibt bei der Rückkehr des Doktors vor, an einer Vergiftung zu sterben. Der Doktor, nicht wenig verwirrt, gibt Scapin 50 Dukaten, um die Leiche wegzuschaffen. Um dem Ganzen die Krone aufzusetzen, taucht Scapine nachts als von den Toten Auferstandene beim Doktor auf und erpresst weitere 50 Dukaten von ihm.